# 大猩猩玻璃

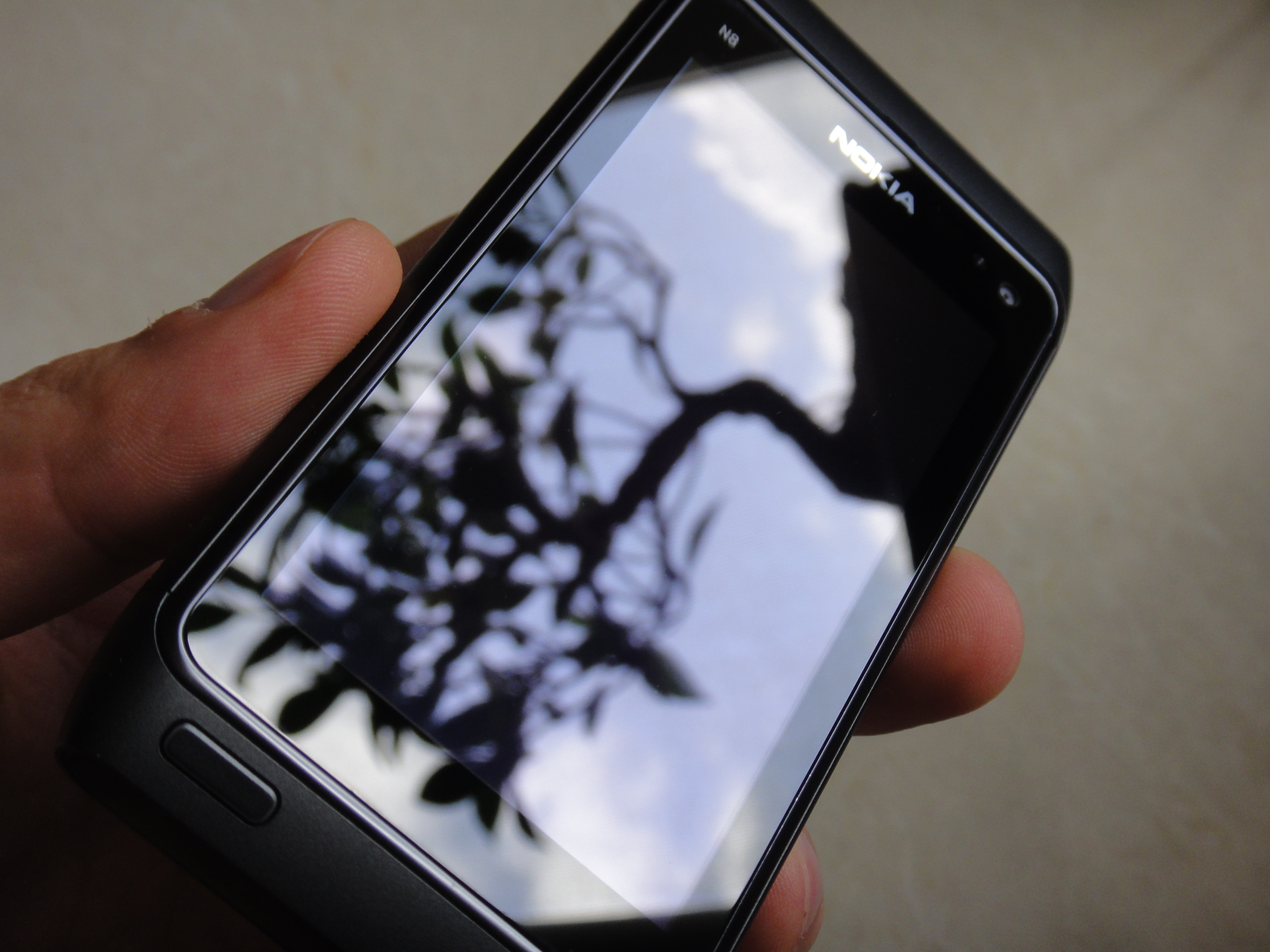
诺基亚N8大猩猩玻璃螢幕

大猩猩玻璃（Gorilla Glass）是美国康宁公司（Corning）下属的一个注册商标，专门生产专业的铝硅钢化玻璃。其生产的玻璃具有高强度、轻薄等特点，因此被大量运用于手机等便携式电子产品，以及电视、电脑等显示器上。这种玻璃运用离子交换技术，在表面形成一层保护膜，使得其有非常优异的防刮特性。

## 历史
康宁公司于20世纪60年代开展的一个名为“Project Muscle”的研发化学钢化玻璃的方案，2005 年，該方案的研發重新開始，研究該玻璃是否可以做得足夠薄以用於消費電子產品，2007年賈伯斯在舞台上舉起塑膠 iPhone 的第二天，就抱怨手機放在口袋後顯示器上出現了刮痕。蘋果隨後聯繫康寧，要求在新手機中使用薄的鋼化玻璃，後續第一代iPhone上配備防刮玻璃最終被稱為大猩猩玻璃。

## 发展
| 版本     | 公佈       |
| -------- | ---------- |
| 1        | 2008年2月  |
| 2        | 2012年1月  |
| 3        | 2013年1月  |
| 4        | 2014年11月 |
| 5        | 2016年7月  |
| SR+      | 2016年8月  |
| 6        | 2018年7月  |
| DX/DX+   | 2018年7月  |
| Victus   | 2020年7月  |
| Victus 2 | 2022年11月 |
| Armor    | 2024年1月  |
| 7i       | 2024年6月  |

康宁公司曾宣称大猩猩玻璃具有相当好的耐磨特性，而且非常坚硬，其维氏硬度达到了622至701，并且其材料可以回收利用。

### 第一代
第一代的大猩猩玻璃最初是在2007年6月發布的第一代iPhone上使用的，後續於2008年2月正式推出。
2010年，全世界大约有百分之二十，也就是约两亿台手持电子设备使用了大猩猩玻璃。

### 第二代
2012年，康宁公司向公众发布第二代大猩猩玻璃問世。在硬度上有著更高的提升。
2012年10月24日，康宁宣称全世界有超过10亿台电子设备正在使用其生产的大猩猩玻璃第二代大猩猩玻璃比第一代大猩猩玻璃薄20%。。

### 第三代
2013年，康宁公司在CES展会上推出了第三代大猩猩玻璃。根据康宁公司的观点，邊緣防護的強化不僅增加不易碰破的特性，第三代大猩猩玻璃的耐划性更是前代产品的三倍。

### 第四代
2014年，康宁发布了第四代大猩猩玻璃。据其官方数据显示，相比普通玻璃屏，第四代大猩猩玻璃从一米高处跌落能够保证80%的完好率，
而普通玻璃的屏幕破裂率几乎为100%。另据了解，第四代大猩猩屏幕在耐磨性上要比上一代提升两倍左右。此時市場佔有率已經達到7成。

### 第五代
2016年，康宁先行发布了第五代大猩猩玻璃。宣稱跌落高度設定在一米六。有較前代更好的防摔能力，經網路測試防刮能力跟前代相約。

### 第六代
2018年，康寧在美國矽谷發佈第六代康寧大猩猩玻璃。在康寧45度角1高度的跌落測試中，第六代康寧大猩猩玻璃可以經受15次跌落仍能夠保證完整性，抗摔性能比上一代產品高出一倍。
康寧也展示了針對智慧型手錶等較小螢幕的兩項新產品「康寧大猩猩玻璃 DX」和「康寧大猩猩玻璃 DX+」。

### 第七代
2020年7月推出大猩猩玻璃Victus。康寧聲稱它的耐刮擦性是第六代大猩猩玻璃的兩倍。2020年首次用於三星Galaxy Note 20 Ultra。